# 2017 في كولومبيا
فيما يلي قوائم الأحداث التي وقعت خلال عام 2017 في كولومبيا.

## أحداث
- 1 أبريل – انهيار موكوا

## رياضة
- 13 أغسطس – فولتا كولومبيا 2017 الفائزون Federico Canuti [الإنجليزية]‏، أندرسون باريديس [الإنجليزية]‏، ميغيل أنخيل رييس، نيلسون سوتو [الإنجليزية]‏، خوان بابلو سواريز، فايمار رولدان [الإنجليزية]‏، Coldeportes Zenú [الإنجليزية]‏، أليكس كانو، أريستوبولو كالا [الإنجليزية]‏.
- 10 أكتوبر – تصفيات كأس العالم لكرة القدم 2018

## وفيات

### مارس
- 14 مارس – رودريغو فالديز (مواليد 1946) ملاكم كولومبي.[1]